# Лелет Ілля Іванович
Ілля́ Іва́нович Ле́лет — солдат Збройних сил України.

## Життєпис
Мобілізований в березні 2015-го. Після поранення у вересні (наїзд «КРАЗом» на танкову міну) 4 місяці лікувався в київському шпиталі — відірвало стопу, переніс кілька операцій, вживляли імплантати. Кошти на лікування збирали волонтери. В грудні 2015-го повернувся додому — у село Уторопи Косівського району.

## Нагороди
За особисту мужність, сумлінне та бездоганне служіння Українському народові, зразкове виконання військового обов'язку відзначений — нагороджений
- орденом «За мужність» III ступеня (4.12.2015).